# 向野堅一
向野 堅一（こうの けんいち、1868年10月19日〈慶応4年9月4日〉 - 1931年〈昭和6年〉9月17日）は、明治から昭和初期の実業家。日清戦争当時、軍事探偵として活動した。戦後、満洲経済界で活躍した。

## 生い立ち
向野堅一は1868年（慶応4年）9月4日に筑前国鞍手郡新入（しんにゅう）村（現在の福岡県直方市上新入（かみしんにゅう））に住んでいた向野弥作とその妻フミの四男として誕生した。家業は農家であった。幼名を寅吉といった。寅吉には、あさ・菊次郎・斎・久という兄弟姉妹がいた。
1881年（明治14年）3月、鞍手郡新入高等小学校を卒業し、同年5月、鞍手郡新入明善義塾（明善黌）に入って漢学（経書や歴史）を修業した。明善義塾は、小倉藩の漢学者であった下村源次郎が、秦家に養子に入って秦巌と名を改め、1870年（明治3年）に商屋であった青柳家の要請で新入村に開いた家塾であった。1885年（明治18年）には、笈を背負って福岡に出、福岡の勉焉学舎に入って普通学を修学した。1886年（明治19年）には中学修猷館に入学。ところが、卒業を目前にして病気になってしまい、1890年（明治23年）に退学した。

## 日清貿易研究所
1890年（明治22年）12月、福岡で偶然、荒尾精の演説を聴く機会を得た。荒尾は清国の上海に日清貿易研究所を設立する予定で、その生徒募集のため全国各地を遊説に廻っていた。福岡にも来て、天神の勝立寺で演説会を行っていた。荒尾の話に向野は感銘を受け「母国の基本は商業の発達にある」と考えた。日清貿易が大不振であるのを嘆いて、清国に渡って商人になろうと決意、日清貿易研究所への入学を志した。
9月、向野は難関の試験に合格し、上海に創設された日清貿易研究所（後の東亜同文書院大学）に海を渡って入学した。しかし、研究所での就学は辛酸を極めた。学校運営は財政難に陥る一方、学校周辺でマラリアが流行し、学生たちが次々に倒れ、多くの学生が退学していった。しかし、向野は劣悪な環境にも負けず、清語や英語、地誌、商品研究の勉学に励み、1893年（明治26年）6月に全科課程を1位で卒業した。同年7月より、日清商品陳列所の活動に従事し、実地商業の研究をしていた。1894年（明治27年）4月からは清国の長江沿岸に開港された港や都市の視察に赴いた。

## 軍事探偵
日清戦争開戦前の1894年（明治27年）9月、広島大本営部の根津一より軍事偵察の特別任務のため、中国語の堪能な日清貿易研究所卒業生らに募集がかかった。9月19日、向野は他の卒業生（楠内友次郎・福原林平・藤崎秀・大熊鵬・猪田正吉）や藤島武彦（漢口楽善堂）らと広島に集結。向野、藤崎、大熊、猪田四名は第2軍（司令官大山巌）の通訳官となった。同年10月15日第2軍は広島の宇品を出航、10月24日遼東半島花園口に上陸した。向野ら4名と別途同軍に属した山崎羔三郎・鐘崎三郎（共に貿易研究所員）の6名は、軍に先行して敵情偵察をするため、それぞれが直ちに偵察活動を開始した。ところが、清国軍が発行した"赤符"（身分証明書）を持たなかったため、全員が清国兵に次々に捕えられた。
向野は10月25日農民らに中国語訛りから怪しまれ、捉えられた。しかし夜間捕縛され護送中に、奇計によって脱走、人家を避け畑を抜けて逃走し、峻険な岩山に辿り着き、身を隠した。一方、藤崎、山崎、鐘崎は捕縛後拷問を受け斬首、大熊、猪田も消息不明となった。（楠内、福原、藤島らも別の地で捕縛され斬首された）　向野は山中を彷徨、野宿、乞食をしながらも唯一人生き延びて偵察行動を続けた。そして金州城の偵察に成功、日本軍の金州城攻略（同年11月6日）に貢献した。戦後、根津一とともに明治天皇に拝謁し、勲章や天皇の寝具を賜った。向野には多額な年金が支給されたという。

### 日清戦争従軍日記
金州城潜入時の大胆不敵な行動が『向野堅一従軍日記』に記載されている。
「早朝野菜魚類を搬入する農民の群に混じって北門より潜入。城内は東西南北の四街共に兵馬充満。中央の関帝廟前に暫時休息、廟門に『倭寇奸細潜入甚多来往厳視捕拿重賞』の貼紙あり。南門内の一小飯店に入り豚肉と麺各一椀を注文し喉を鳴らして食す。数日来の空腹一時に満ち心自然に泰然となる。出入する者は皆兵士、三々五々卓子を囲んで酒食の間雑談頻りなり。此の店内金州兵の状態を知る妙処なりと、麺を食い終り茶を喫して居ること二時間余。これより南門外兵営の状況を見、西門に往き東門上の砲数を一見し、市街に徘徊する兵を見るに、銘字・懐字淮軍、正勇、爵閣督堂親軍の砲隊馬隊等尤も多し。城壁上に旌旗を建て実に盛大なる情態なり。衣服を求め饅頭六七箇を肩袋に収め、北門を出て東門の道に出で、皮子口に向はんとす。時已に午後五時頃・・・」

### 三烈士の最期と向野による遺骸の発見
金州城近くで処刑された山崎、藤崎、鐘崎3名についてこう記されている。
「山崎、藤崎、鐘崎の処刑の状況は、11月6日金州を占領した日本軍が押収した書類から分明となった。碧流河河岸で捕えられた三名は厳しい拷問を受けたが答えず、10月31日夜斬首された。刑の執行にあたり西南に向い、清国皇帝を拝するよう命ぜられると山崎以下三士は断然これを拒み、東方聖天子を拝した。清国兵は怒って山崎の顔面を斬ったが山崎は血に塗れながら「吾輩死すとも魂映は必ず祖国に帰る。何ぞ汝輩の命に従はんや」と叫んで首を刎ねられたという。三名の最期と遺骸の埋められた地点はシナ人でありながら疑われて捕われていた同獄の王某の証言で28年2月、はじめて明らかになった。六名中奇蹟的に生還した向野堅一は遺骸発掘に立ち合ったが身首処を異にした無惨な遺骸は弁別しようもなかった。向野と藤崎は出発前一枚の布を分けて足に巻いていたが、その布片は遺骸の脚部にまだ巻きつけられていた。それを見た向野は耐えきれず号泣したという。」 向野は「藤崎とは多年来の親友にして、肝胆相許すの間柄」であったという。

## 事業家への道
1896年（明治29年）日清貿易研究所卒業生である香月梅外、河北純三郎とともに筑紫洋行（筑紫弁館）を創立。
1900年（明治33年）、義和団の乱で焼き討ちにあった。筑紫洋行は紫禁城門前に位置していたからである。それでも派遣軍の物資調達に尽力した。日露戦争では兵站部を担当、軍需品の確保や輸送に当たった。
筑紫洋行を北清事変で失って以後、裸一貫からの出直しであったが、大阪で白岩龍平らとともに大東亜汽船株式会社を創立。日露戦争では思いがけず日本が勝利して日本が後の南満洲鉄道を獲得することとなった。しかし社宅がなかったので、社宅を建てるように満鉄から依頼された。1905年（明治38年）満洲に赴き、石炭販売および陸軍用品払い下げ販売業に従事する。そのかたわらガラス工場を開き、1908年（明治41年）貸家を建築して、満洲鉄道員の社宅を建設していきながら瀋陽建物株式会社を設立する。奉天春日町はすべて向野の所有であった。同時に、満洲市場株式会社を設けて中央市場をつくる。そして、熊本県出身の深水十八、中国人らと経営共同の最初の日支合弁正隆銀行を設立した。
1917年（大正6年）向野は瀋陽化学工業株式会社や石炭・石油販売業を手がけ、奉天製氷株式会社の監査にも就任。ウランバートルへの道路計画を進め、その路線に沿ってガソリンスタンドをつくろうとした。
最終的に総合商社茂林洋行の社主となった。茂林洋行は、中国人相手に商業を展開する企業であり、保険会社の代理店
ーも引き受けていた。奉天商工会議所副会頭を6年間務め、会頭は満鉄総裁、自席が向野堅一であった。実際は商工会議所の実権を握っていた。商工会議所の産業部長、奉天聯合町内会長にもなった。日本で初めでブリキを造りたいとのことで、八幡製鉄所（現新日本製鉄株式会社）に出資してくれという依頼もあった。「満州で儲けた金は満州でつかう」と言ってそれを断り、正隆銀行の創立に使った。創立した多くの会社では中国人や日本人たちがともに仕事をし、ときどき皆で集まり日本人家族、中国人家族を含めてパーティーを開くなど、民族的な差別感は一切なかった。

## 晩年
第一次世界大戦では世界中が好景気になった。しかし、昭和に入ると今度は世界恐慌が起こった。そして世論は国権主義的傾向を強めていった。1928年（昭和3年）、シェルとの共同のガソリンスタンドをつくろうとし、奉天からウランバートルまでの広大な土地を買い占めた矢先に、排日運動が起こった。自分が創立した銀行から借金もしていたし、多くの人の保証人になっていた。株価が下がり、向野は破産状態になった。苦労しながら、福岡の囚幡町の屋敷を処分したりして乗り切った。増大する軍部の経済干渉を嫌い、唯一民間人として奉天商工会議所のメンバーに留まり続けた。
1931年（昭和6年）向野は日本軍が満洲事変を起こそうとしていることを事前に知り、再び東京へ金策に走らざるを得なくなった。事変はくい止めたかった、なぜならば中国人相手に商売をしている茂林洋行を窮地に追い込むこと、再び株価が暴落して満洲経済が破綻するのを恐れたからである。
同年8月に向野は上京した。しかし、同年9月、過労のため脳卒中（脳血栓）で倒れ、駿河台杏雲堂病院に人院。親友や知人に見守られ、9月17日午後7時10分、永眠した。満洲事変が始まったのは、その翌日9月18日のことであった。

## 年表
- 1868年（慶応4年） - 福岡県直方に生まれる [14]
- 1881年（明治14年） - 鞍手郡新入明善義塾入塾
- 1885年（明治18年） - 福岡の勉焉学舎入舎
- 1886年（明治19年） - 中学修猷館(現修猷館高校）入学
- 1890年（明治23年） - 卒業を目前に病気に掛かり退学、中国（当時清国）上海の日清貿易研究所に入学
- 1894年（明治27年） - 陸軍省通訳官。清国軍の動向を偵察する密偵となり、金州城に潜入、偵察に成功した。
- 1896年（明治29年） - 北京日本公使館御用達店「筑紫洋行」経営
- 1899年（明治32年） - 義和団事件勃発、「筑紫洋行」が焼き討ちにあう
- 1904年（明治37年） - 関西で船舶会社を創立。
- 1906年（明治39年） - 奉天で商業に従事、茂林洋行と称し石炭販売を始める
- 1908年（明治41年） - 瀋陽建物株式会社を設立。満洲市場株式会社設立し、中央市場を開設。日支合弁正隆銀行を創立。
- 1917年（大正6年） - 奉天商業会議所副会頭。
- 1931年（昭和6年） - 脳血栓にて東京で永眠（享年64）